# Emma von Müller
Emma von Müller, Edle von Seehof, (* 1859 in Innsbruck; † 1925 in München) war eine österreichisch-bayerische Genre- und Porträtmalerin und Schülerin von Franz von Defregger.

## Leben und Werk
Über das Leben Emma von Müllers ist wenig bekannt. Sie war Schülerin des Genre- und Historienmalers und Vertreters der Münchner Schule Franz von Defregger, ebenso von Ludwig Schmid-Reutte. Ihr hervorragendes maltechnisches Vermögen war so anerkannt, dass sie für Kopien von Defregger-Gemälden herangezogen wurde. Bekanntheit erlangte sie durch ihre psychologisch einfühlsamen Porträts junger Bauernmädchen in österreichischer und bayrischer Tracht.
Ihr Gemälde Lustige Geschichten aus dem Jahr 1885 wurde in der Zeitschrift Katholische Warte 1889 publiziert. Einige ihrer Genrebilder wie Guter Appetit oder Besuch aus den späten 1880er Jahren und frühen 1890er Jahren wurden in Wien und München ausgestellt und in den Zeitschriften Daheim und Gartenlaube reproduziert.
Werke von Emma von Müller wurden 1893 auf der Tiroler Landesausstellung in Innsbruck in der Abteilung der in München lebenden Künstler gezeigt. Bei der Künstlerausstellung im Londoner Crystal Palace erhielt ihr Gemälde Guter Appetit die Bronzemedaille.

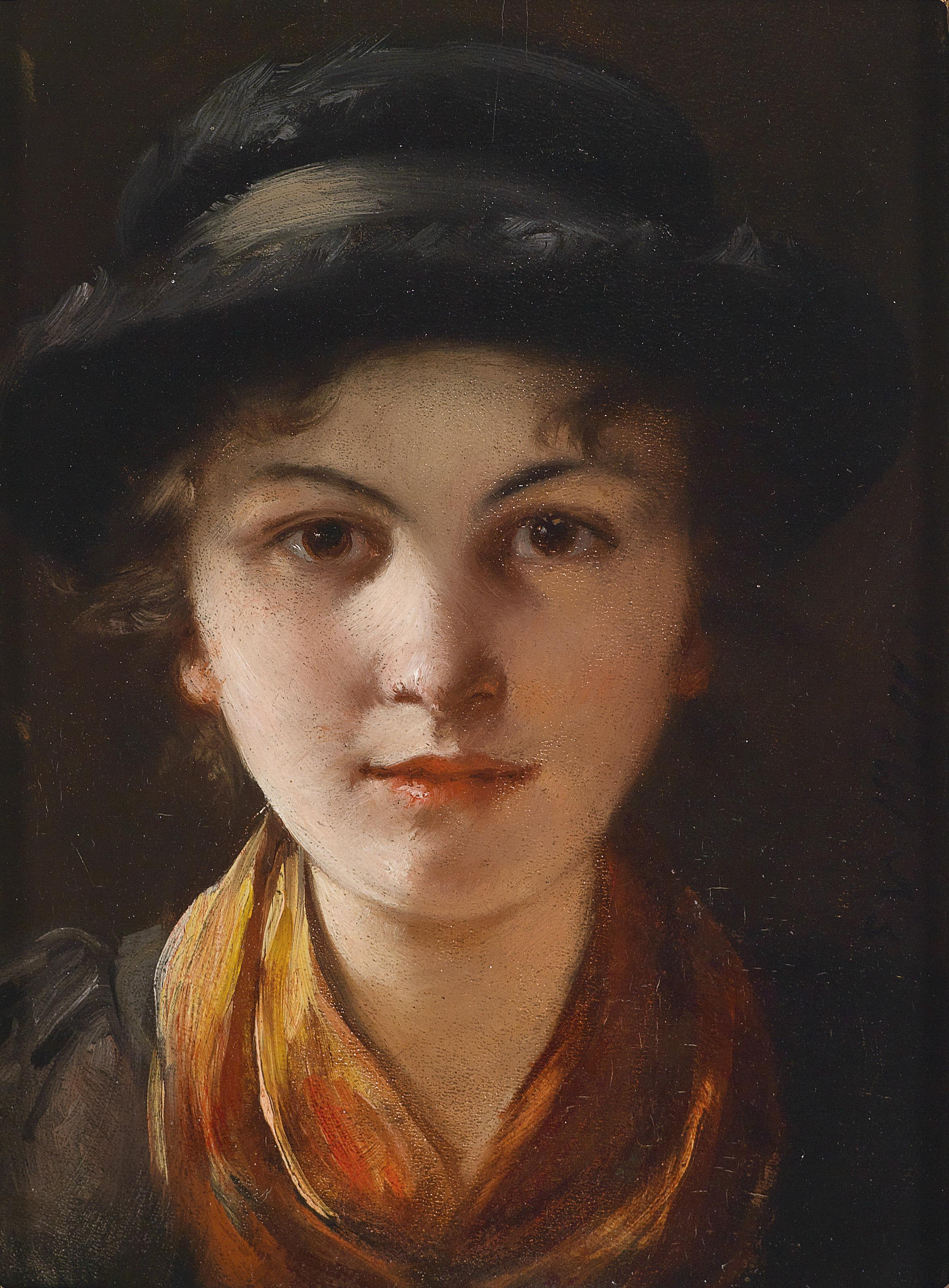
Mädchen
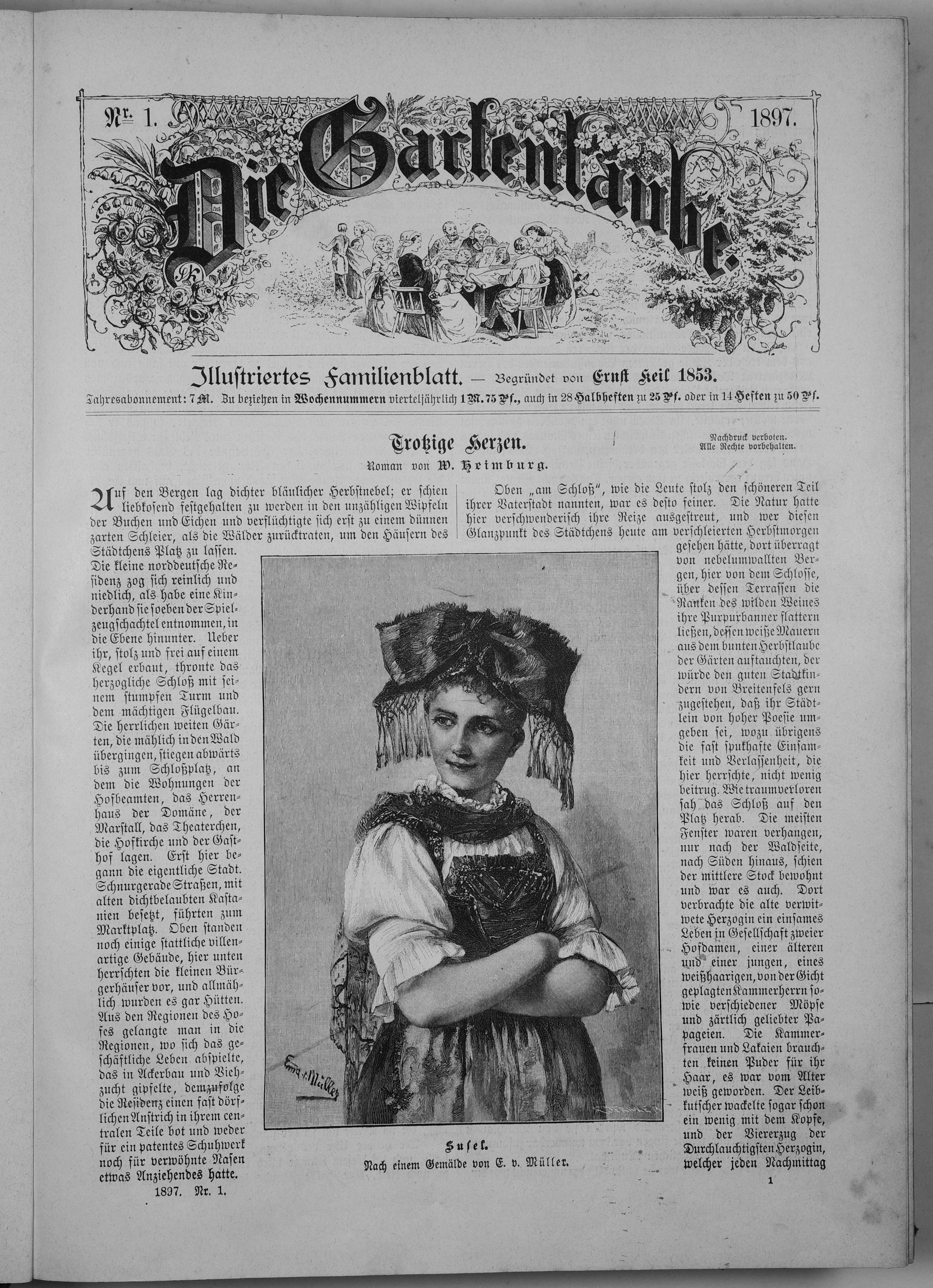
Illustration nach einem Gemälde von Emma von Müller in der Zeitschrift Die Gartenlaube, 1897
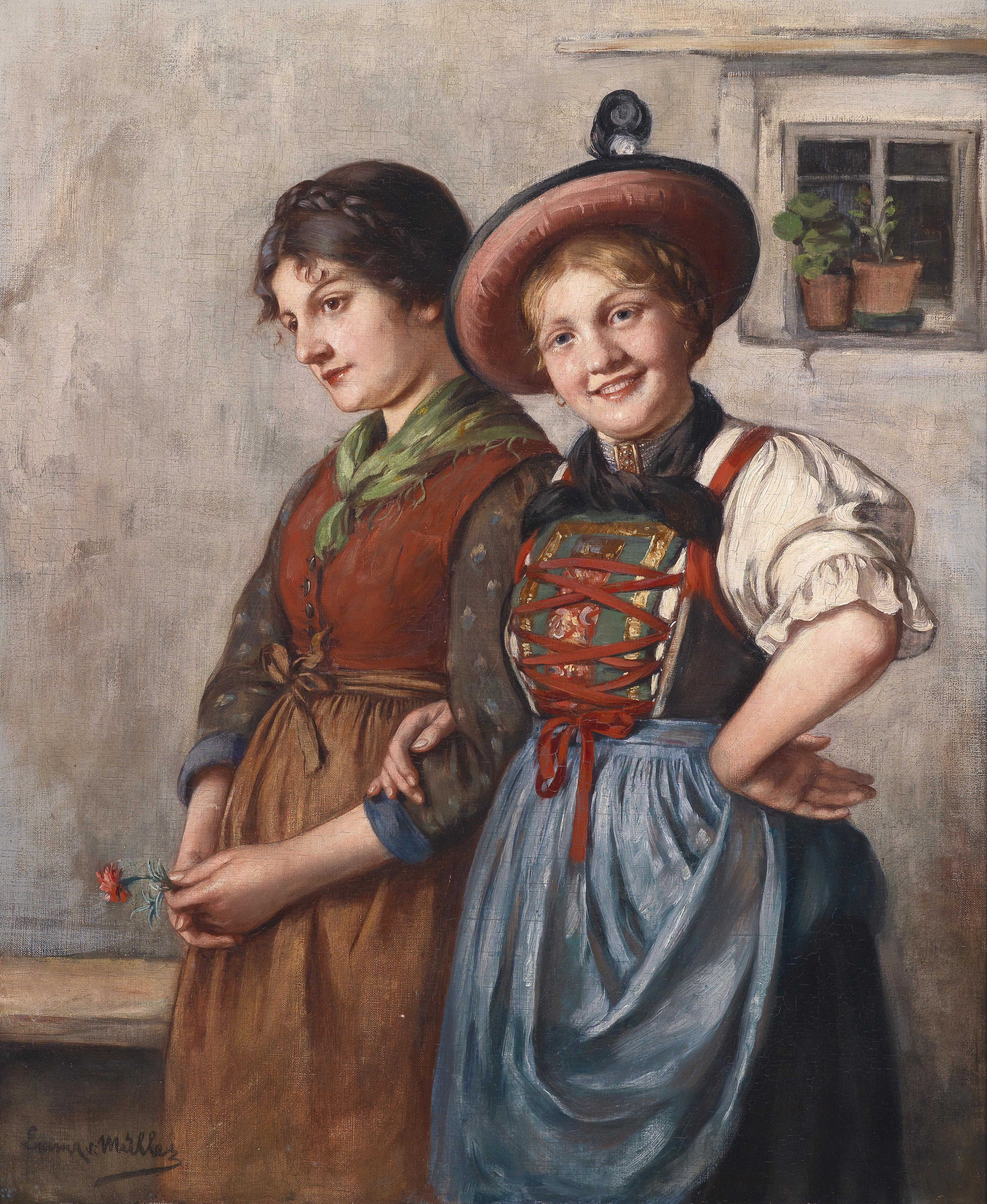
Zwei Dirndln
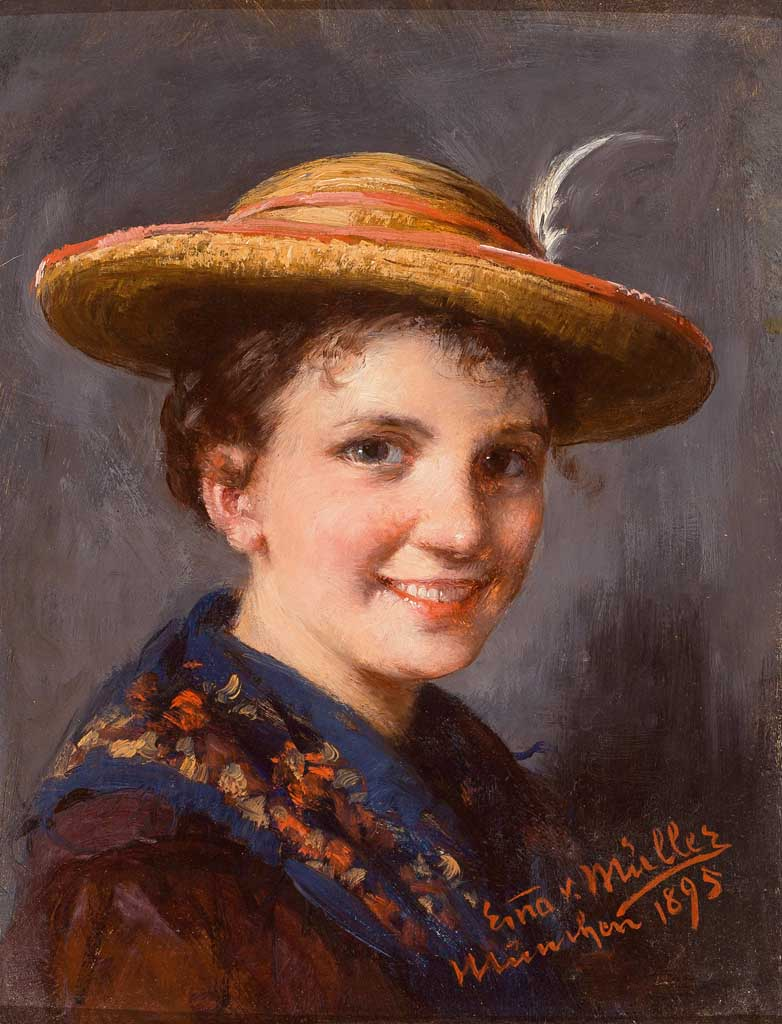
Mädchen in Tracht, 1895